# Wólka Prusicka
Wólka Prusicka – wieś w Polsce położona w województwie łódzkim, w powiecie pajęczańskim, w gminie Nowa Brzeźnica.
W latach 1975–1998 miejscowość administracyjnie należała do województwa częstochowskiego.
Wieś leży nad rzeką Czarną Okszą, nazywaną niekiedy Kocinką.
W skład sołectwa wchodzi przysiółek Wierzba (16 mieszkańców).